# Relaciones Alemania-Suiza
Las relaciones diplomáticas entre Alemania y Suiza son las más estrechas de Suiza. Entre Suiza y Alemania; y entre Suiza y la Unión Europea (UE), de la que Alemania es miembro, hay más de 200 acuerdos. Suiza también forma parte del espacio Schengen de la UE, que suprime las fronteras internacionales entre los Estados Schengen.
Alemania es el socio comercial más importante de Suiza: un tercio de todas las importaciones de Suiza proceden de Alemania (más que los cuatro siguientes socios comerciales de Suiza juntos). Suiza es también el tercer mayor inversor extranjero en Alemania (después de otros Estados de la UE y de Estados Unidos) y las empresas suizas también emplean a 260.000 personas en Alemania. Alemania es el quinto mayor inversor en Suiza y las empresas alemanas emplean a 94.000 personas en Suiza.
Ambos son también el mayor grupo de visitantes extranjeros, y Suiza es el destino de emigración más popular para los alemanes. La población alemana en Suiza es el segundo grupo extranjero más importante (después de los italianos) y el número de suizos que viven en Alemania ha aumentado un 11%, hasta alcanzar los 76.000. Muchos de estos emigrantes son profesionales altamente cualificados, como profesores universitarios.
Ambos comparten una frontera y un idioma (alemán es una de las cuatro lenguas oficiales de Suiza). Más de 44.000 alemanes cruzan la frontera cada día y existe una fuerte cooperación transfronteriza, especialmente en el Alto Rin y el Lago de Constanza. Sin embargo, las relaciones son tensas debido a problemas fiscales no resueltos y a las restricciones alemanas a los vuelos a Zúrich.

## Misiones diplomáticas residentes
- Alemania tiene una embajada en Berna.
- Suiza tiene una embajada en Berlín y consulados-generales en Fráncfort, Múnich y Stuttgart.

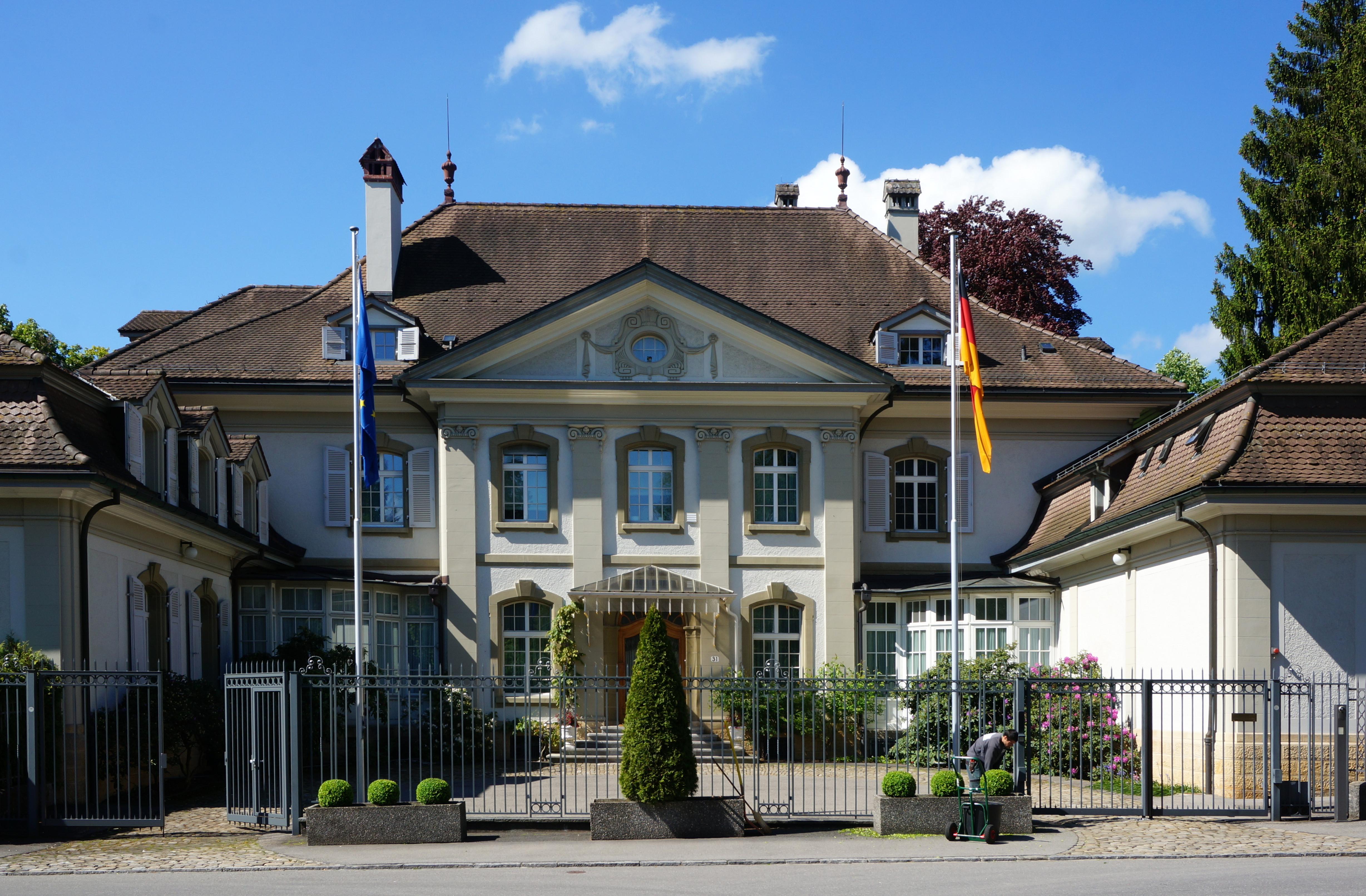
Embajada de Alemania en Berna

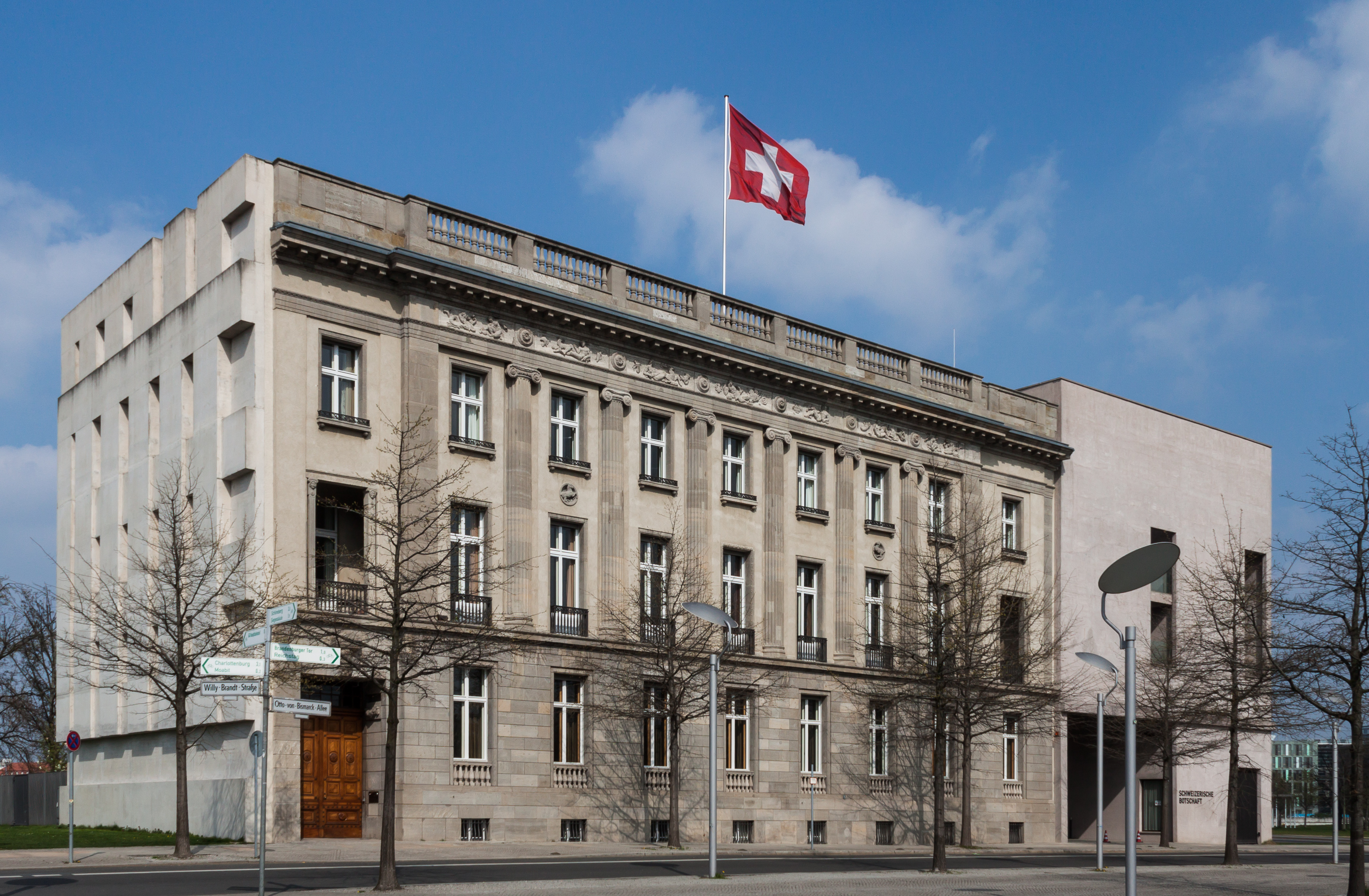
Embajada de Suiza en Berlín
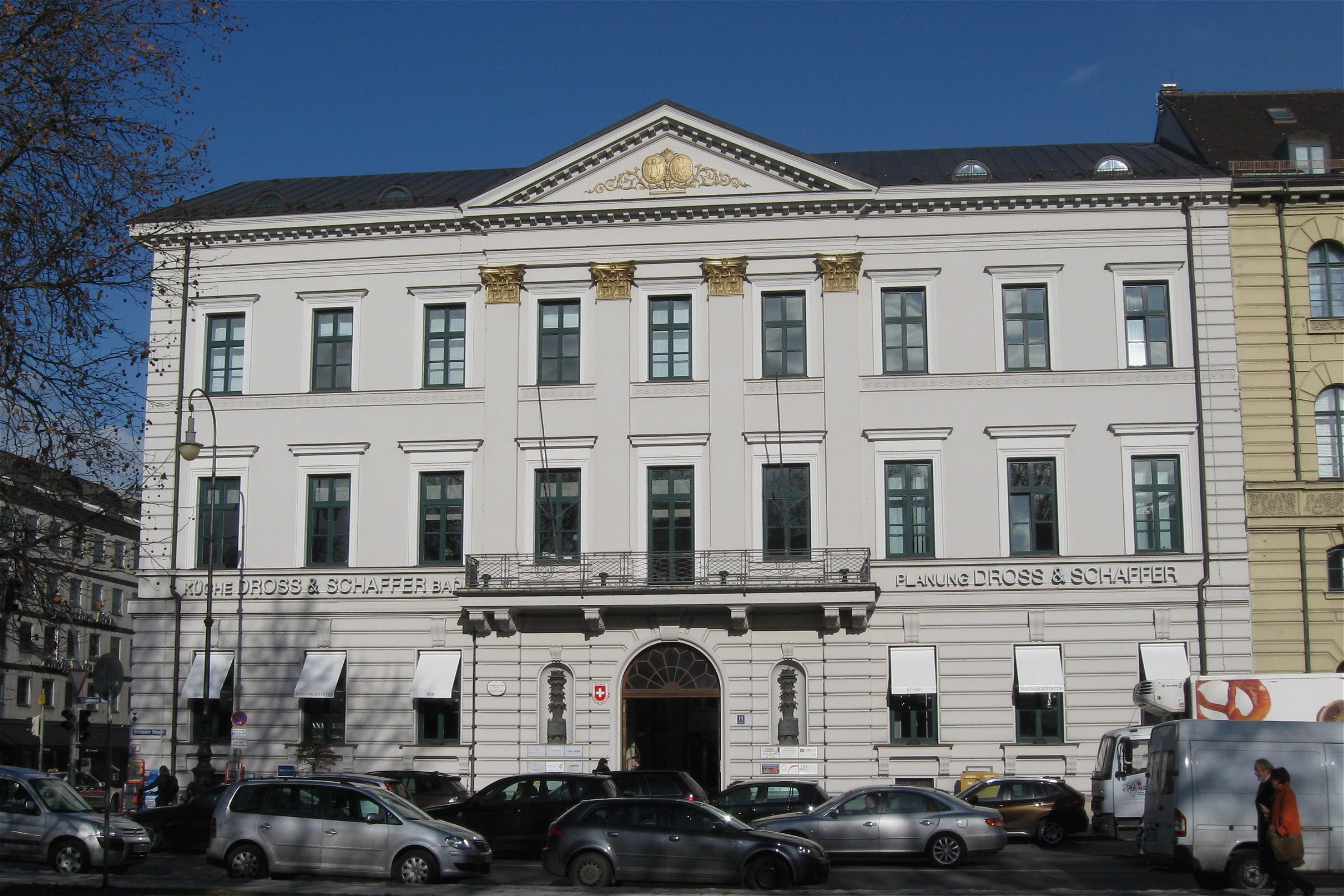
Consulado-General de Suiza en Múnich
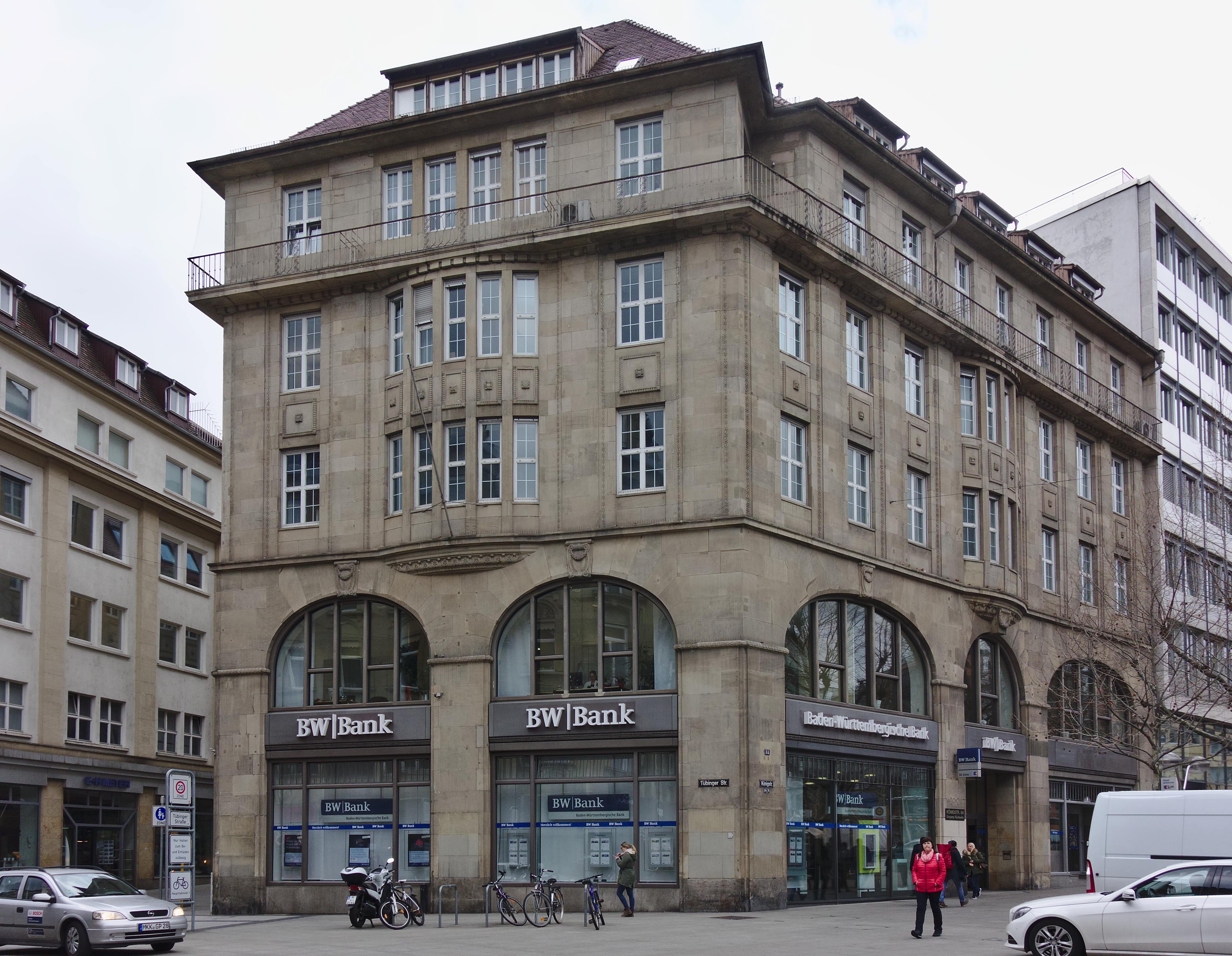
Consulado-General de Suiza en Stuttgart